# Museo de Historia de la ciudad de Ho Chi Minh
El Museo de Historia de la ciudad de Ho Chi Minh (en vietnamita: Bảo tàng Lịch sử Thành phố Hồ Chí Minh), anteriormente museo Blanchard de La Brosse, y desde 1956 a 1979 Museo Nacional de Vietnam en Saigón, es un museo de historia ubicado en el primer distrito de la ciudad de Ho Chi Minh (Saigón), al sur de Vietnam.

## Historia
Este museo no debe confundirse con el Museo Nacional de Historia vietnamita ubicado en Hanói (anteriormente Museo Louis-Finot). El museo de Historia de Vietnam fue construido por Auguste Delaval en 1926, en la época de la Indochina francesa, y su arquitectura pertenece al estilo conocido como indochinois. Fue inaugurado en 1929 y  los administradores franceses se marcharon en 1956. Recibió su actual nombre en 1979. En él se exhiben todos los períodos de historia de Vietnam.

## Descripción
Sus salas presentan al público colecciones distribuidas en el siguiente orden:
- Período prehistórico (hace 500.000 años hasta el 2879 a. C.).

- Edad de los Metales (2879-179 a. C.), que incluye artefactos relacionados con la cultura Dong Son del norte de Vietnam y la cultura Sa Huỳnh del centro de Vietnam.

- Dominación china y lucha por la independencia nacional en el valle del río Rojo (179 a. C. - 938 d. C.)

- Cultura Óc Eo de la región del Delta del Mekong

- Esculturas de piedra y bronce y otros artefactos de Champa

- Esculturas de piedra de Camboya (siglos IX-XII)

- Dinastías Ngô, Dinh, Anterior Lê, Ly (939-1225)

- Dinastías Tran y Ho (1226-1407)

- Dinastías de Lê a Nguyên (1428-1788)

- Dinastía Tây Sơn (1771-1802)

- Dinastía Nguyễn (1802-1945) [